# Пенроуз, Джеймс Дойл
Джеймс Дойл Пенроуз (англ. James Doyle Penrose, род. 9 мая 1862 г. Уиклоу — ум. 2 января 1932 г. Уотерфорд) — ирландский художник.

## Жизнь и творчество
Родился в состоятельной семье квакеров. Гуманитарное и художественное образование получил в Лондоне, где выставлял свои полотна в Королевской академии художеств в 1890—1927 годах. Дж. Дойл Пенроуз был членом Королевской Гибернианской академии, ирландской академии изящных искусств, находившейся в Дублине. Своё имя живописца художник сделал в первую очередь как мастер портрета, однако значительное мество в его творчестве занимают также картины на историческую и мифологическую тематику.
Дж. Дойл Пенроуз состоял в браке с высокородной Элизабет Жозефиной Пековер, дочерью Александра Пековера, 1-го барона Пековер, крупнейшего банкира общины квакеров и известного мецената. Джеймс и Элизабет (скончалась в 1930 году) имели четырёх сыновей, одним из них был известный художник и искусствовед, зачинатель британского сюрреализма, сэр Роланд Пенроуз.

## Дополнения
- Diaporama de 14 œuvres de Penrose sur BBC.co.uk. Архивная копия от 24 сентября 2015 на Wayback Machine

## Галерея

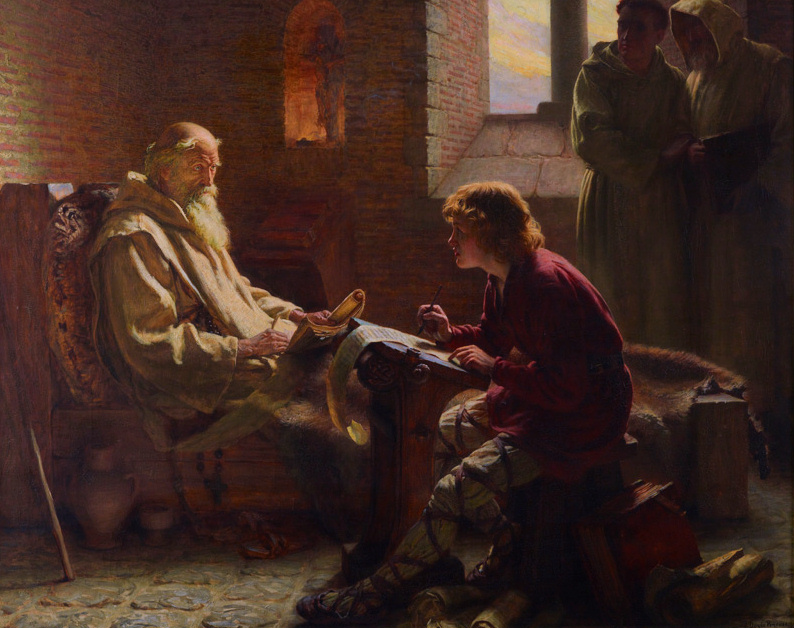
Последняя глава (Беда Достопочтенный), 1902, Кембридж, университетская библиотека
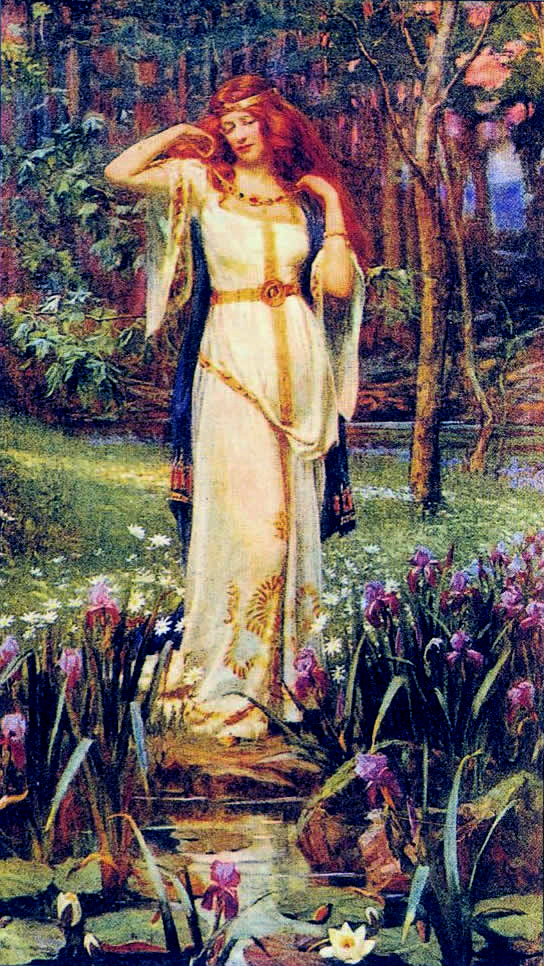
Фрейя, 1913
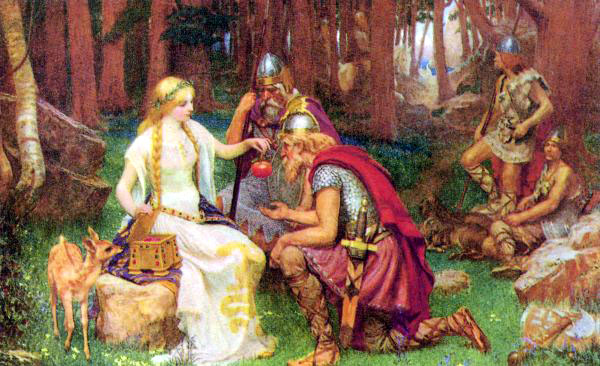
Идунн и яблоки, 1890
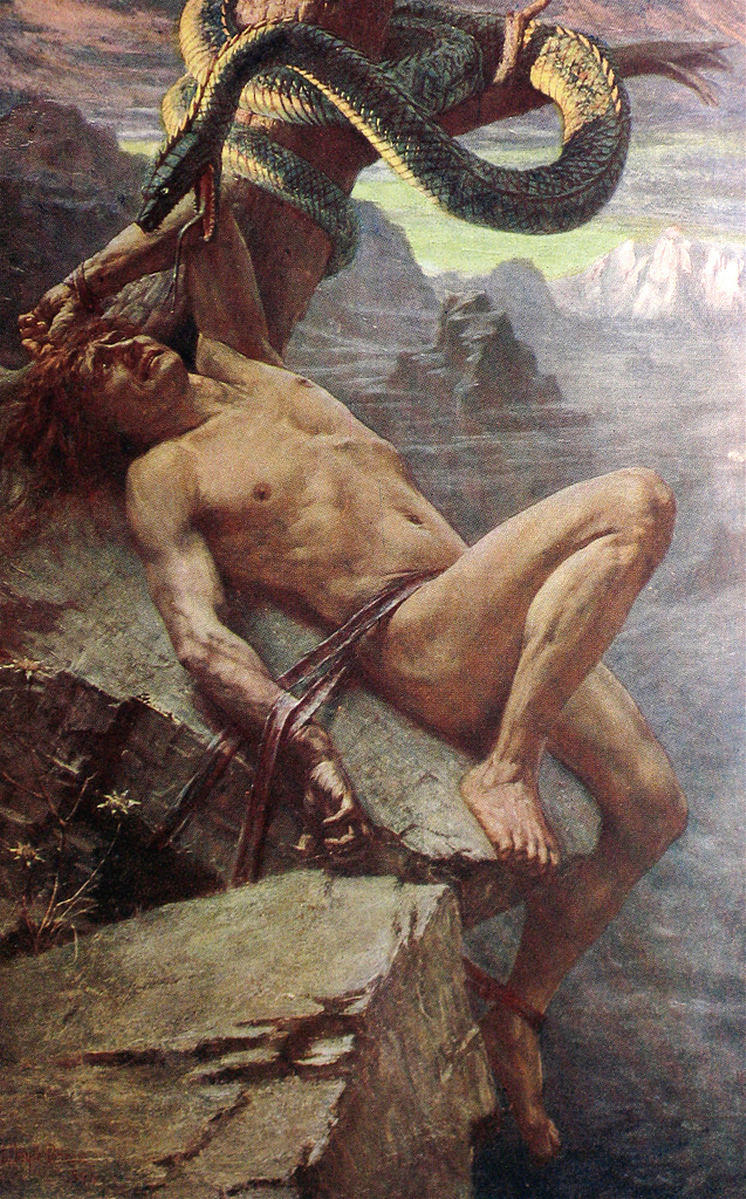
Наказание Локи, около 1912